# ويليام جي. هاردويك
ويليام جي. هاردويك هو محامي وسياسي أمريكي، ولد في 30 مايو 1910، وتوفي في 15 يناير 1993. نشط حزبياً في الحزب الديمقراطي. وقد انتخب عضو مجلس نواب ألاباما ‏.